# Indexikalitet
Indexikalitet är en term inom semiotik som används om tecken och symboler som har en nära relation till det de betecknar. I språkvetenskapliga sammanhang används också beteckningen indexikaluttryck för sådana ord och uttryck vilkas syftning varierar med tillfället, och
indexikal betyder då samma sak som deiktisk.